# Coco (album Colbie Caillat)
Coco – debiutancki album Colbie Caillat wydany w Stanach Zjednoczonych 17 lipca 2007, a w Europie 4 marca 2008. Album zadebiutował na piątym miejscu Billboard 200 i został sprzedany w ilości 51 000 kopii w pierwszym tygodniu. W USA ogólna sprzedaż wynosi 1 731 997 kopii (stan na 24 sierpnia 2008). Wydane single to: „Bubbly”, „Realize” oraz „The Little Things”.

## Lista utworów
1. „Oxygen” (Caillat, Reeves) – 3:51
2. „The Little Things” (Caillat, Reeves) – 3:45
3. „One Fine Wire” (Caillat, Reeves, Blue) – 3:36
4. „Bubbly” (Caillat, Reeves) – 3:16
5. „Feelings Show” (Caillat, Reeves, Blue) – 3:09
6. „Midnight Bottle” (Caillat, Reeves) – 3:40
7. „Realize” (Caillat, Reeves, Blue) – 4:05
8. „Battle” (Caillat, Blue) – 4:04
9. „Tailor Made” (Caillat, Reeves) – 4:29
10. „Magic” (Caillat, Reeves) – 3:24
11. „Tied Down” (Caillat, Reeves) – 3:06
12. „Capri” (Caillat) – 2:57

Utwory bonusowe
13. „Older” (US wydanie) (Caillat, Blue) – 3:35
14. „Dreams Collide” (UK Edycja specjalna) (Caillat) – 4:38

## Notowania
| Notowanie (2007)                    | Najwyższa pozycja | Certyfikat |
| ----------------------------------- | ----------------- | ---------- |
| U.S. Billboard 200                  | 5                 | platyna    |
| U.S. Billboard Comprehensive Albums | 5                 | platyna    |
| Dutch Album Chart                   | 11                | -          |
| New Zealand RIANZ Albums Chart      | 11                | -          |
| Australian ARIA Albums Chart        | 13                | złoto      |
| United World Chart                  | 21                | -          |
| German Albums Chart                 | 15                | -          |
| Swiss Albums Chart                  | 23                | -          |
| Greek International Albums Chart    | 30                | -          |
| Brazilian Albums Chart              | 17                | -          |
| Portuguese Albums Chart             | 12                | -          |